# Imenso Amor
Imenso Amor é o álbum de estreia da cantora evangélica Marina de Oliveira, lançado em 1986.

## Sobre o disco
O álbum foi gravado de forma independente. Foi lançado originalmente em LP e K7 no final do ano de 1986, tendo o início de sua divulgação maior na mídia a partir de meados de 1987, e relançado em formato CD em 1995 pela MK Music. Após mais de dez anos fora do catálogo, em dezembro de 2012 a gravadora MK Music voltou a disponibilizar o CD.
Seu LP atingiu a marca de 100 mil cópias vendidas por volta do ano de 1992, e foi o disco que projetou nacionalmente a cantora, através da música "Faça Um Teste", versão brasileira de Bread On The Water do grupo The Imperials, uma banda masculina de música cristã contemporânea. Nunca houve entrega do disco de ouro pelo fato de que na época a música evangélica não receber este tipo de certificação.
O álbum foi relançado na ¨Coleção 2 em 1¨ distribuída pela MK, Juntamente com o álbum Dê Carinho de Cristina Mel em 2003.
A cantora formou o repertório deste álbum com noventa porcento de versões de hits norte-americanos, contendo somente uma canção do compositor brasileiro, Marcos Santarém.
Em 2019, foi eleito o 6º melhor álbum da década de 1980 em lista publicada pelo portal Super Gospel.

## Faixas
1. Deixa Eu Louvar (Dick e Melodie Tunney) - 2:58
2. Usa-me (T. English) - 3:14
3. Trombeta de Deus (Omartian) - 2:43
4. Amor Em Qualquer Língua (Jon Mohr, John Mays) - 4:37
5. Posso Ver (Glória Gaither e David Meece) - 6:02
6. Glória a Deus (Praise The Lord)(Brown Bannister e Mike Hudson) - 3:58
7. Rei de Amor (Marcos Santarém) - 4:29
8. Faça Um Teste (Bread On The Water) (Bill e Janny Grine) - 3:34
9. Pastor do Coração (Mark Baldwin e Dick Tunney) - 3:51
10. Imenso Amor (Amy Grant, Garry Chapman, Solan Towner, Michael W. Smith) - 4:16